# Rio Prêto (vattendrag i Brasilien, Minas Gerais, lat -17,87, long -43,18)
Rio Prêto är ett vattendrag i Brasilien.   Det ligger i delstaten Minas Gerais, i den sydöstra delen av landet, 600 km öster om huvudstaden Brasília.
Omgivningen kring Rio Prêto är huvudsakligen savann. Området är mycket glesbefolkat, med 5 invånare per kvadratkilometer.